# دانيال نوموف
دانيال نوموف (بالبلغارية: Даниел Наумов)‏ (1998 بغوتسه دلتشو في بلغاريا - ) هو لاعب كرة قدم بلغاري في مركز حراسة المرمى. لعب مع سسكا صوفيا.

## وصلات خارجية
- دانيال نوموف على موقع الاتحاد الدولي (مؤرشف)  (الإنجليزية)
- دانيال نوموف على موقع الاتحاد الأوربي (الإنجليزية)
- دانيال نوموف على موقع قاعدة بيانات كرة القدم.إي يو (الإنجليزية)
- دانيال نوموف على موقع ناشيونال فوتبول تيمز (الإنجليزية)
- دانيال نوموف على موقع Soccerway.com (الإنجليزية)